# 鳞果变豆菜
鳞果变豆菜（学名：Sanicula hacquetioides）是伞形科变豆菜属的植物，为中国的特有植物。分布于中国大陆的四川、云南、西藏、贵州等地，生长于海拔2,650米至3,800米的地区，多生在林下、山坡路旁、生长空旷草地及河沟边草丛中，目前尚未由人工引种栽培。